# Marchesa de Merteuil
(Marchesa de Merteuil, lettera LXXXI)
La Marchesa de Merteuil è una dei personaggi principali del romanzo epistolare di Choderlos de Laclos Le relazioni pericolose (1782). Donna di grande fascino, intelligenza e crudeltà, il piano della Marchesa di umiliare il suo vecchio amante, il conte di Gercourt, darà il via alle azioni della trama, che alla fine porteranno alla disfatta sociale la Merteuil stessa ed il suo alleato, il Visconte di Valmont. Nelle sue lettere al Visconte, la Marchesa non gli suggerisce solo un piano d'azione, ma stende anche le linee guida del libertinaggio della Francia del XVIII secolo.
Il personaggio crudele e libertino della Marchesa, così come tutto il romanzo, fu un motivo di scandalo al momento della pubblicazione del libro. L'attrice e scrittrice Marie Jeanne Riccoboni accusò de Laclos di aver scritto la Marchesa de Merteuil come un personaggio poco plausibile e addirittura offensivo per le lettrici, una vera e propria caricatura di iniquità femminile. De Laclos rispose tuttavia di essersi limitato a presentare la natura con "exactitude et fidélite", ritenendo ipocrita negare che donne come la Marchesa esistono realmente.

## Nel romanzo
Nella lettera LXXXI del romanzo, la Marchesa ripercorre brevemente la sua vita, raccontando di non essere stata educata in convento, come invece avveniva per gran parte delle giovani aristocratiche, e di essere stata maritata giovanissima a Merteuil. Rimasta vedova in giovane età, la Marchesa rifiutò le tre opzioni che le si offrivano - il convento, risposarsi o trasferirsi dalla madre - per dedicarsi invece a un profondo e attento studio dei classici filosofici e del libertinaggio, oltre che a un'attenta analisi dell'animo umano che aveva già cominciato da adolescente. La giovane Marchesa infatti aveva sviluppato un talento per l'ascolto e l'impassibilità che le permise di passare inosservata e imperturbata fino ad arrivare al cuore stesso dell'alta società parigini, di cui conosceva tutti gli scandali senza che ne conoscessero i suoi. Consapevole del ruolo precario che una donna ricopre in società, la Merteuil sapeva che un solo scandalo rovinerebbe una nobildonna per sempre, mentre per un libertino dell'altro sesso sarebbe solo motivo di vanto. Di conseguenza, la Marchesa prendeva ogni precauzione possibile per evitare che la sua vera natura venisse liberata, non scriveva mai lettere di proprio pugno ai suoi amanti e preservava pubblicamente un'impressione di grande moralità. Dietro alla facciata inattaccabile, la Marchesa nascondeva però un'intensa ricerca del piacere erotico, ma anche una mente acuta capace di rovinare i suoi oppositori e umiliare chiunque volesse con i suoi piani sottili. Parlando delle sue capacità, il critico Aram Vartarian ha definito i tratti salienti del personaggio come il suo "squisito machiavellismo, la lucidità diabolica e l'incredibile padronanza di sé".
Dopo alcuni piccoli scandali dopo il ritorno in società in seguito alla morte del marito, la Marchesa mantenne una reputazione irreprensibile e veniva considerata addirittura l'unica donna in grado di potersi intrattenere con il Visconte di Velmont senza farsi traviare dall'influenza del più celebre libertino di Parigi. In realtà, in due erano stati amanti - nella lettera CIII la Marchese definisce la loro avventura come vero e proprio "amore", usando la parola per la prima volta nel romanzo - e al termine della loro relazioni si era instaurata tra loro una solida amicizia e una fitta corrispondenza epistolare, un rapporto nato per i simili interessi e mentalità ma anche perché ciascun membro della coppia sapeva abbastanza dell'altro da poter rovinarlo pubblicamente. Dal tempo della sua relazione con Velmont all'inizio del romanzo, la Marchesa ebbe una lunga lista di amanti, tra cui il conte di Gercourt, che l'abbandonò perché preferiva le bionde alle brune - attribuendo loro una maggior modestia - e cercando nella sua amante un'educazione in convento che alla Marchesa mancava. Per vendicarsi dell'oltraggio subito, la Marchesa decide di umiliarlo pubblicamente facendo traviare da Velmont la sua promessa sposa, per poi rivelare tutti i dettagli dopo il matrimonio, esponendo così il conte al pubblico ludibrio a cose fatte. La promessa di Gercourt, la giovanissima Cecilia Volanges, si innamorò invece del Cavaliere Danceny e, dato il rifiuto di Valmont a cooperare con lei perché intento in altre attività, la Marchesa decise di aiutare i due giovani a consumare il proprio amore, dato che l'esito sarebbe stato comunque quello desiderato. La sua reputazione ineccepibile la mise nella posizione ideale per manovrare tutti gli interessati a suo piacimento, dato che sia Cecilia, che Danceny, che la madre di lei, la Signora Volanges, le affidavano le loro confidenze e chiedevano il suo consiglio.
Nel corso del romanzo, la Marchesa inizialmente ha una relazione con il cavaliere Belleroche, di cui si stanca presto e da cui tenta di farsi lasciare a più riprese, spesso pentendosi e tornando sui propri passi. Per sancire definitivamente una rottura con lui, la Marchese invita l'inconsapevole Belleroche per un fine settimana in campagna, con l'intenzione di circondarlo e soffocarlo così tanto d'amore da spingerlo lontano da sé. Il piano riesce e la Marchesa intraprende una relazione con lo stesso Danceny, approfittando dell'assenza di Cecilia e della vicinanza formatasi tra i due in quanto sua confidente. Il Visconte non vede di buon occhio la relazione con Danceny, un fatto che fa irritare la Marchesa e porta lentamente alla rottura dei due storici alleati: la Marchesa infatti non tollera i toni autoritari e quasi maritali che il Visconte ha adottato con lei, ribadendo infatti che il motivo per cui non ha voluto sposarsi è per evitare che un uomo le desse ancora ordini. Contribuisce alla rottura tra i due anche un accordo preso in precedenza da loro: la Marchesa avrebbe concesso al Visconte un'ultima, gloriosa notte insieme, a condizione che il libertino le presentasse una prova scritta di essere riuscito a far innamorare e rendere infedele la castissima e morigerata presidentessa de Tourvel. Nel farlo però, il Visconte si era effettivamente innamorato della donna, ingelosendo la Marchesa e facendola sentire un ripiego. Alle insistenze di Velmont di rispettare la sua parte del patto e disfarsi di Danceny altrimenti sarebbe stata guerra aperta tra i due, la Marchesa aveva rifiutato il compromesso e dichiarato guerra aperta al suo ex amante.
Per punire Velmont, la Marchesa consegnò a Danceny le lettere in cui il Visconte scriveva di aver sedotto e messo incinta Cecilia, una rivelazione che spinse il Cavaliere a sfidare il visconte a duello. Ferito mortalmente, Velmont consegnò al suo assassino le lettere della Marchesa chiedendogli di divulgarle. Tutta la corrispondenza tra il Visconte e la Marchesa fu resa pubblica, incluso la famigerata lettera LXXXI, e l'intera città venne a conoscenza dell'anima crudele e libertina che l'aristocratica aveva tenuto nascosto a lungo sotto la maschera della moralità. Umiliata in pubblico alla Commedia Italiana, la Marchesa contrae il vaiolo che le sfigura orribilmente il viso, rendendola, a detta dei parigini, brutta fuori quanto dentro. Dopo aver perso anche la causa per l'eredità del marito, la Marchesa, in rovina, scappa in carrozza con gli averi rimasti verso un destino ignoto, probabilmente in Olanda.